# Hexatoma (Parahexatoma) lambertoni
Hexatoma (Parahexatoma) lambertoni is een tweevleugelige uit de familie steltmuggen (Limoniidae). De soort komt voor in het Afrotropisch gebied.